# Capitaine général

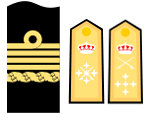

Le capitaine général est une dénomination militaire ancienne pour une sorte de commandant en chef, le plus souvent supérieur au grade moderne de général d'armée, qui rappelle surtout un usage en Espagne, également dans certains États de l'Italie, dans la milice piémontaise, en France, etc.
Dans une terminologie militaire qui s'est construite progressivement, la notion de capitaine évoque le plus haut grade des officiers, dits aujourd'hui subalternes. Les capitaines généraux étaient, notamment à l'étranger, des officiers revêtus parfois d'une charge comparable, voire supérieure, aux maréchaux de France.
Le capitaine général est usuellement appelé général en chef.

## France
Le titre de capitaine général indiquait un emploi ou une commission et non une charge militaire.
En 1302, Philippe le Bel délivre cette commission pour la première fois. Philippe de Valois fait de même en 1349. En 1380 Charles V nomme Monsieur de Barante capitaine général des gens d'armes et des arbalétriers, avec attribution de connétable.
En 1416, le connétable d'Armagnac est nommé capitaine général des forteresses.
Les Francs-archers étaient soumis à des capitaines généraux.
En 1520, les lansquenets sont commandés par un chef indistinctement nommé colonel général ou capitaine général. En 1550, un capitaine général est mis à la tête des compagnies, ou confréries, d'archers, d'arbalétriers et arquebusiers de la ville de Paris. En 1599, le titre de grand maître est accompagné de celui de capitaine général de l'artillerie.
En 1635, Louis XIII, donne au duc de Savoie, Victor-Amédée, des lettres patentes de capitaine général comme chef des armées d'Italie, lui subordonnant par là les maréchaux de France et l'établissant, en quelque sorte, généralissime.
Sous Louis XIV, le cardinal Mazarin donne avec une autorité bien plus restreinte le titre de capitaine général à Nicolas Chalon du Blé, marquis d'Uxelles et de Cormatin, et à Jacques de Castelnau. Leur rang équivalait à un grade intermédiaire entre celui des maréchaux et celui des lieutenants généraux. À cette époque on n'entrevoit guère de différence entre le rang de capitaine général et celui de maréchal général des camps et armées.

En 1672, Louis XIV nomme Henri de Turenne capitaine général, et le subordonne à un généralissime. Ce titre de capitaine général avait pour objet de lui donner la haute main sur les maréchaux de France Humière, Bellefonds et Créquy, qui se refusèrent à reconnaitre cette primauté et furent exilés en punition de leur désobéissance.
Pendant la guerre de Succession d'Espagne, en 1702, on a donné dans l'état major de l'armée française le titre de capitaine général aux généraux en chef employés en Espagne.
Sous la régence, les équipages de l'artillerie étaient sous un capitaine général secondé par des capitaines particuliers. Il en était de même des équipages des vivres.
En 1802, Charles Victoire Emmanuel Leclerc commanda l'expédition de Saint-Domingue sous le titre de capitaine général et quelques autres chefs de colonie reçurent une pareille qualification vers la même époque.
Les annalistes font quelquefois synonymes les mots capitaine général et capitaine en chef et emploient le premier dans le même sens que général en chef. Ils appliquent même suivant un usage très ancien, à un chef suprême, la simple dénomination de capitaine.

## Hollande
Le stathouder a conservé jusqu'au XVIIIe siècle le titre de capitaine général

## Italie
Le titre de capitaine général a été utilisé par certains États de l'Italie et la milice piémontaise.
Le vice-roi de Sardaigne s'intitulait capitaine général. Ce titre a été aboli dans la milice napolitaine en 1820.

## Royaume-Uni
Le capitaine général aux Royal Marines est le chef honorifique des Royal Marines. Le prince Harry, duc de Sussex, succédant à son grand-père le prince Philip Mountbatten, duc d'Edimbourg , a occupé la fonction du 19 décembre 2017 au 19 février 2021 ,.
En 2021, après une plainte du prince Harry, à la High Court, les journaux Mail On Sunday & MailOnline sont contraints à des excuses et de substantiels dommages - intérêts, pour diffamation par des articles "sans fondement, faux et diffamatoires" insinuant que le prince a négligé ses obligations de capitaine général aux Royal Marines. Le prince reverse les dédommagements à la fondation des Jeux Invictus (Invictus Games Foundation ) "pour que de cette situation sorte quelque chose de bien" .
Depuis 2022, le roi Charles III a repris la fonction.